# Марк Ноний Муциан
Марк Ноний Муциан (на латински: Marcus Nonius Mucianus) е политик и сенатор на Римската империя през 2 век.
През 138 г. той е суфектконсул заедно с Публий Касий Секунд.